# Zenly
Zenly（ゼンリー）とは、かつてフランスのZenly社が開発し、運営していた位置情報共有アプリである。

## 概要
2015年に開発され急成長したが、2022年9月に突如サービス終了が宣言された。
友人アカウントの位置が地図上に記され、滞在時間や電池残量などもわかる位置情報共有型ツールでメッセンジャー機能を兼ね備えていた。
現在の居場所をテキスト等で教え合う必要がなくなるため、友人、恋人、夫婦や家族など親しい間柄での待ち合わせに高い利便性をもたらした。
ユーザー数は約4000万人にまで成長し、Google Playストアでは1億ダウンロードを超え、一定の人気を得ていた。
2023年(令和5年)2月3日、サービスを終了。公式は、Zenlyの後継としてSnapchatを利用するよう推奨している。

## 沿革
2015年に開発された。2016年夏にはBenchmarkほか数件の投資家から2250万ドルを調達している。
2017年にはSnapchatを運営する米Snap社がZenly社を買収した。その後Snapchatには「Snap Map」というZenly同様の機能が盛り込まれた。
2019年5月21日時点のAndroid版のダウンロード数は500万を超え、App Storeでも2019年7月時点「ソーシャルネットワーキング」のカテゴリー内で3位となっている。
2022年9月1日、運営元の米Snap社が従業員に宛てたメモをニュースリリースとして公開し、事実上のサービス終了が発表された。その後、20時頃にZenly公式アカウントが「数カ月後に提供を終了します。」と発表したがその後ツイートは削除された。ニュースリリース、Zenly公式アカウント共にサービス終了に向けての具体的なスケジュールは触れられていない。
2022年9月14日、再度Zenly公式アカウントが「近い将来サービスを終了する予定です。」と発表した。
2022年12月3日、Zenly公式アカウントが2023年2月3日をもってサービス提供を終了すると発表した
。
2023年2月3日、予告通りサービスを終了した。

## 仕様
Zenlyでは自分の現在地と友達の現在地、友達の現在地での滞在時間、移動速度、スマートフォンの電池残量が地図上にリアルタイムで表示される。「ゴーストモード」と呼ばれる機能が搭載されており居場所を隠すことも可能なものの、位置情報を固定するか曖昧にすることしかできず、ゴーストモードを使用していることは周囲に露見することになる。また利用者の場所ごとの滞在実績から自宅、学校、仕事先を推測してアイコンが表示されるようになっている。